# الشيطان في الدير
الشيطان في الدير (بالفرنسية: Le Diable au couvent) هو فيلم فرنسي قصير صامت من إنتاج عام 1899 إخراج جورج ميلييس صدر في المملكة المتحدة باسم "علامة الصليب" أو الشيطان في دير ،قد يكون الفيلم مستوحى جزئيًا من الإنتاج الخيالي للساحر الفرنسي إتيان جاسبارد روبرت ، المعروف باسم المسرح "روبرتسون". ميلييه نفسه يلعب دور الشيطان في الفيلم. من المحتمل أن فيلم "الشيطان في دير" هو أول فيلم من أفلام ميلييه يستفيد من الذوبان كتأثير انتقالي.
وفقًا لبعض نقاد السينما ، يعد فيلم الشيطان في الدير يسخر من الحياة الرهبانية، مما يوحي بوجهة نظر ساخرة للكنيسة الكاثوليكية. يكاد يكون من المؤكد أن ميلييه وافق على المشاعر المعادية للكنسية التي سادت خلال قضية دريفوس في عامي 1898 و 1899 ؛ أيد جورج ميلييس قضية ألفريد دريفوس ، بينما عارضتها الكنيسة. قدم ميلييه هجاء دينيًا آخر إغراء القديس أنطونيوس ، في نفس العام ، بالإضافة إلى سلسلة أفلامه المؤيدة بشدة لدريفوس قضية دريفوس. 